# După-amiază de câine
După-amiază de câine (în engleză Dog Day Afternoon) este un film dramatic american din 1975 regizat de Sidney Lumet și scris de Frank Pierson. Din distribuție fac parte Al Pacino, John Cazale, Chris Sarandon, James Broderick și Charles Durning. Bazat pe fapte reale ce au avut loc în 22 august 1972, filmul spune povestea lui John „Sonny” Wortzik, care împreună cu prietenul său Salvatore Naturile iau ostatici angajații unei bănci din Brooklyn , New York în încercarea lor de a jefui banca. Titlul filmului se referă la zilele caniculare de vară.
Filmul a fost inspirat din articolul lui P.F. Kluge "The Boys in The Bank" , care spune o poveste asemănătoare a jafului băncii din Brooklyn, jaf pus la cale de John Wojtowicz și Salvatore Naturile . Articolul a fost publicat în revista Life în 1972. După-amiază de câine a primit, în general , critici pozitive la lansarea sa de către Warner Bros. Pictures în septembrie 1975. Producția a fost nominalizată la mai multe premii Oscar și Globul de Aur, câștigând un Oscar.

## Rezumat
Într-o zi de vară, Sonny atacă o bancă din Brooklyn. Pentru că este disperat și numai așa mai poate să facă rost de bani pentru schimbarea de sex a iubitul lui, Leon. Cu cât nervosul Sonny rămâne mai mult în bancă, ținând ostatici clienții și funcționarii, cu atât afară crește mulțimea curioșilor și numărul polițiștilor. Alternând amenințările că va executa prizonierii cu gesturi prin care încearcă să le câștige încrederea (la un moment dat comandând pizza pentru ei), Sonny reușește chiar să se facă simpatic celor de afară.
Până când se află că e bisexual, clipă în care e părăsit de majoritate, dar începe să fie aclamat de membrii grupului pentru drepturile homosexualilor.
Extraordinar recital actoricesc al lui Al Pacino în rolul gangsterului pervers.

## Distribuție
- Al Pacino . . . . . Sonny Wortzik
- John Cazale . . . . . Salvatore "Sal" Naturile
- Charles Durning . . . . . Detectiv Sgt. Eugene Moretti
- James Broderick . . . . . Agent Sheldon
- Lance Henriksen . . . . . Agent Murphy
- Chris Sarandon . . . . . Leon Shermer
- Penelope Allen . . . . . Sylvia "The Mouth"
- Sully Boyar . . . . . Mulvaney
- Susan Peretz . . . . . Angie
- Carol Kane . . . . . Jenny "The Squirrel"
- Gary Springer . . . . . Stevie
- John Marriott . . . . . Howard Calvin

## Premii și nominalizări

### Premiul Oscar
- Premiul Oscar pentru cel mai bun scenariu original - Frank Pierson (câștigat)
- Premiul Oscar pentru cel mai bun actor - Al Pacino (nominalizat)
- Premiul Oscar pentru cel mai bun actor în rol secundar - Chris Sarandon (nominalizat)
- Premiul Oscar pentru cel mai bun regizor - Sidney Lumet (nominalizat)
- Premiul Oscar pentru cel mai bun montaj - Dede Allen (nominalizat)
- Premiul Oscar pentru cel mai bun film - Martin Bregman , Martin Elfand (nominalizat)

### Premiul BAFTA
- BAFTA pentru cel mai bun actor - Al Pacino (câștigat)
- BAFTA pentru cel mai bun montaj - Dede Allen (câștigat)
- BAFTA pentru cel mai bun regizor - Sidney Lumet (nominalizat)
- BAFTA pentru cel mai bun film (nominalizat)
- BAFTA pentru cel mai bun scenariu - Frank Pierson (nominalizat)
- BAFTA pentru cea mai bună coloană sonoră - Jack Fitzstephens , Richard P. Cirincione , Sanford Rackow , Stephen A. Rotter , James Sabat , Dick Vorisek (nominalizat)

### Premiul Globul de Aur
- Premiul Globul de Aur pentru cel mai bun debut masculin - Chris Sarandon (nominalizat)
- Premiul Globul de Aur pentru cel mai bun regizor - Sidney Lumet (nominalizat)
- Premiul Globul de Aur pentru cel mai bun film (dramă) (nominalizat)
- Premiul Globul de Aur pentru cel mai bun actor (dramă) - Al Pacino (nominalizat)
- Premiul Globul de Aur pentru cel mai bun scenariu - Frank Pierson (nominalizat)
- Premiul Globul de Aur pentru cel mai bun actor în rol secundar - John Cazale (nominalizat)
- Premiul Globul de Aur pentru cel mai bun actor în rol secundar - Charles Durning (nominalizat)